# سینماهای یوسی‌آی
سینماهای یوسی‌آی (انگلیسی: UCI Cinemas) یک برند و گروه سینمایی در کشورهای اتریش، آلمان، ایتالیا، پرتغال و برزیل است.
مالک این گروه به جز کشور برزیل تئاترهای ای‌ام‌سی می‌باشد، سینماهای یوسی‌آی در برزیل تحت مالکیت شرکت نشنال امیوزمنتز است.